# Przesmyk
Przesmyk (conocida en Hispanoamérica como La Frontera Oriental y en España como La Frontera del Este), es una serie de televisión por internet polaca de suspenso dirigida por Jan P. Matuszyński y estrenada el 31 de enero en la plataforma de streaming Max.
El título de la serie hace referencia al corredor de Suwałki, una zona estratégica para la OTAN en la frontera entre Polonia y Lituania, que supone la única vía de comunicación terrestre entre los países bálticos y el resto de la Alianza. En marzo de 2025 fue renovada para una segunda temporada.

## Premisa
Tras la desaparición de su compañero y pareja sentimental durante una misión encubierta que investigaba la actividad militar rusa en Europa del Este, la oficial de inteligencia polaca Ewa Oginiec (Lena Góra), al borde del retiro y afectada por el desgaste profesional, acepta reemplazarlo a cambio de que sus superiores la ayuden a encontrarlo. Haciéndose pasar por cónsul en la misión diplomática polaca en Minsk, Ewa deberá descubrir quién fue el agente encubierto que filtró información a los rusos, mientras los servicios de inteligencia intentan frustrar una inminente operación de falsa bandera orquestada por Moscú.

## Reparto
- Lena Góra como Ewa Oginiec
- Bartłomiej Topa como Krzysztof Hałaj
- Andrzej Kanopka como Zbigniew Lange
- Karol Pochéc como Skiner
- Ewelina Starejki como Helena Jankulowska
- Leszek Lichota como Tadeusz Lemański
- Kamila Urzędowska como Inka Nawrot
- Piotr Żurawski como Błażej
- Tomasz Ziętek como Jan Drawicz
- Eliza Rycembel como María Drawicz
- Alona Szostak como Tamara Sorokina
- Dariusz Chojnacki como el Teniente Adamus
- Antoni Sztaba como Kajetan
- Artur Paczesny como Olaf Klemensiewicz
- Dmytro Malkov como Skopincew
- Lidia Dadowa como Paulina Oginiec
- Michał Sikorski como Jasiek
- Zbigniew Stryj como Dedra-Łęcki
- Piotr Pacek como Michał
- Magdalena Walach como Maria Niedźwiecka
- Sergei Abolomov como General Kozłow
- Mirosław Zbrojewicz como Paweł Niedźwiecki
- Andrew Zhuravsky como Aleksiej Sorokin

## Producción
En mayo de 2024, Warner Bros. Discovery Poland anunció el inicio de la producción de la serie, confirmando que el papel principal de Ewa Oginiec sería interpretado por Lena Góra, bajo la dirección de Jan P. Matuszyński. A finales de octubre de 2024 se dio a conocer el resto del elenco.
El rodaje se llevó a cabo íntegramente en Polonia, con locaciones en Gliwice, Sosnowiec, Katowice, Cracovia, Zakopane, Varsovia y sus alrededores.
El 2 de mayo de 2024 se lanzó la primera imagen promocional de la serie, mientras que el primer avance fue lanzado el 24 de octubre del mismo año. La serie fue estrenada el 31 de enero de 2025 en la plataforma Max, siendo liberado un episodio cada semana.
El 24 de marzo de 2025, se anunció que la serie había sido renovada para una segunda temporada.